# Sveriges Radio Finska
Sveriges Radio Finska är en sverigefinsk radiokanal som till största delen sänder på finska men även en del på meänkieli samt tvåspråkigt finska/svenska. Sveriges Radio Finska är en del av Sveriges Radio. Sveriges Radio Finska sänds via DAB, kabel, webb och delvis FM (på till exempel P4 Västerbotten). Kanalen startades på förslag av Sveriges Radio efter regeringsbeslut den 19 juni 1997. Den finskspråkiga programredaktionen på Sveriges Radio har däremot funnits ända sedan 1969. Från 1998 till 2020 hette kanalen Sisuradio. Måndagen 6 april 2020 ändrades namnet till Sveriges Radio Finska.
En del av programmen sänds i FM-nätet via vanliga radiomottagare, på kanalerna P2, P4 och P6. Digitalt sänder Sveriges Radio Finska program från morgon till kväll i DAB-nätet och via kabel-TV, och på internet finns det direktlyssning via hemsidan. Sändningarna finns även tillgängliga i appen Sveriges Radio Play. Vissa av programmen går att ladda ner som podcasts.
Sveriges Radio Finska har även ett svenskspråkigt utbud med målgruppen unga sverigefinländare under etiketten Finnblicken. Dessutom sänder man det tvåspråkiga programmet Popula på fredagskvällar i P4.
Fredagskvällen innan jul och midsommar har Sveriges Radio Finska traditionellt en samsändning, Puhelinlangat laulaa, med Yle Radio Suomi. I programmet skickar lyssnare i båda länderna hälsningar och musikönskningar.

## Sändningar
P2 utom Stockholm
- vardagar 6.00-6.35 och 16.00-17.00
- lördagar 14.00-15.00
- söndagar 7.00-9.00 och 16.00-17.00

Regionala sändningar i P4 i hela landet
- vardagar 18.10-19.00

Meänraatio
- vardagar 17.10-18.00 i Sisuradio och P4 Norrbotten

P6 i Stockholm (89,6 MHz)
- vardagar 6.00-6.35 och 16.00-17.00
- lördagar 14.00-16.00
- söndagar 7.00-11.00 och 16.00-17.00

Nyheterna Uutiset hörs vardagar klockan 6.30, 7.30, 8.30, 10.30, 12.30, 14.30, 16.00, 18.15 och klockan 20.00. 
På lördagar sänds nyheterna klockan 8.00, 10.00, 12.00, 14.00, 16.00, 18.00
På söndagar hörs Sisu-uutiset klockan 7.30, 8.30, 10.00, 12.00, 14.00, 16.00, 18.00